# Bye Bye Love
«Bye Bye, Love» (en español «Adios, amor») es una popular canción escrita por Felice y Boudleaux Bryant y publicada en 1957. Fue la grabación debut de The Everly Brothers, bajo la etiqueta de Cadence Records con el número de catálogo 1315. La canción alcanzó el n.º 2 en el Billboard EE. UU. Pop y n.º 1 en la Cash Box Best Selling Record. Ray Charles incluyó una versión de la canción en su álbum de 1962 Modern Sounds in Country and Western Music. La canción ocupa el puesto n.º 210 en la lista de la revista Rolling Stone de las 500 mejores canciones de todos los tiempos.

## Versiones
The Everly Brothers grabaron una versión de gran éxito, alcanzando n.º 1 en la primavera de 1957. Su éxito coincidió con la versión de otro país grabada por Webb Pierce, uno de los artistas de la música country. La versión de Pierce alcanzó el n º 7 en el verano del mismo año. 
En 1962 el pianista, cantante y compositor de soul, R&B y jazz Ray Charles, haría una versión de este tema. Fue incluida en la banda sonora de la película Ray.
El dúo Simon and Garfunkel la grabó en vivo en 1970 para su álbum Bridge Over Troubled Water. Un "goof" puede ser escuchado en la sexta línea del tercer estribillo, cuando ambos cantantes comienzan a cantar "happiness", como en la segunda línea del estribillo, pero se corrige para cantar "sweet caress". El oyente escucha algo parecido a "Bye bye ha-sweet caress". 
George Harrison grabó esta canción en su álbum de 1974 Dark Horse con la letra ligeramente modificada. Como una broma sobre el título y el tema de la canción, la versión de Harrison incluye coros de Eric Clapton y Pattie Boyd, quien se había divorciado de Harrison debido a un romance con Clapton. 
Una versión sueca, con letra de Keith Almgren, también llamada "Bye Bye Love", fue grabada por Sten & Stanley en el álbum Musik de 1991.
Los Cinco Latinos hicieron su versión publicada en 1957, bajo el título Adiós, adiós amor, la primera versión castellana del tema incluida en su primer sencillo.
Una versión de la canción titulada Bye Bye Life aparece en el número musical final de la película All That Jazz de 1979 en la que se hace una especie de autobiografía de Bob Fosse, y que fue protagonizada por Roy Scheider.